# Kim Ŏn
Kim Ŏn (* 1973 in Pusan) ist ein südkoreanischer Lyriker.

## Leben
Kim Ŏn wurde 1973 in Pusan geboren. Als Schriftsteller debütierte er 1998, als sechs seiner Gedichte veröffentlicht wurden. Seine poetische Reise wird beschrieben als ein 'Riese', der aus einem 'atmenden Grab' entspringt und einen 'Roman' schreibt. Einer seiner Kritiker bemerkte, dass seine Gedichte in keinem einzigen Internetblog kommentiert würden und dass der Leser nach der Lektüre von mehr als drei Gedichten an einem Tag ziemlich wahrscheinlich überhitze und sein Gehirn explodiere. Und doch sollte man diese Gedichte lesen. Sie gelten als 'unübersetzbar' und können leicht als einfach nur abstruse Gedichte missverstanden werden, aber es handelt sich um kreative Gedichte. In dieser Beziehung ist Kim ein Dichter, der nie aufhört die Welt, die Natur der Existenz und die Prinzipien von Sprache zu erkunden, so sehr, dass er sich selbst Ŏn nennt, was Sprache bedeutet.
Die ultimative Frage in Kims Gedichten gleicht einer gründlichen Erkundung von Sprache, welche im Gegenzug einer fundamentalen Untersuchung des Bereichs der Lyrik gleicht. Kim ist ein Dichter, der einen zu intellektueller Betrachtung anstatt emotionaler Infektion verleitet, und der sich auch selbst an solcher Betrachtung beteiligt.

## Arbeiten (Auswahl)

### Koreanisch
- 숨쉬는 무덤 Atmendes Grab (2003)
- 거인 Der Riese (2005)
- 소설을 쓰자 Schreiben wir eine Erzählung! (2009)
- 모두가 움직인다 Alles ist in Bewegung (2013)

## Auszeichnungen
- 2007: 봉생청년문학상 (Pongsaeng Jugend-Literaturpreis)
- 2009: 미당문학상 (Midang Literaturpreis)